# Křižínkov
Křižínkov (in tedesco Krischinkow) è un comune della Repubblica Ceca facente parte del distretto di Brno-venkov, in Moravia Meridionale.